# Завісти-Дзіке
Завісти-Дзіке (пол. Zawisty Dzikie) — село в Польщі, у гміні Малкіня-Ґурна Островського повіту Мазовецького воєводства.
У 1975-1998 роках село належало до Остроленцького воєводства.